# Pixel 6a
O Pixel 6a é um smartphone Android projetado, desenvolvido e comercializado pelo Google como parte da linha de produtos Google Pixel. Ele serve como uma variante intermediária do Pixel 6 e Pixel 6 Pro. O dispositivo foi anunciado em 11 de maio de 2022 como parte do discurso de abertura do Google I/O.

## Especificações

### Hardware
O Pixel 6a é construído com moldura de alumínio, traseira de plástico e Gorilla Glass 3 para a tela. O design inclui uma barra de câmera e esquema de cores de dois tons na parte traseira, semelhante ao Pixel 6 e Pixel 6 Pro. O dispositivo está disponível em giz, carvão e sálvia. Possui alto-falantes estéreo, um localizado na borda inferior e o outro que funciona como fone de ouvido. Uma porta USB-C é usada para carregar e conectar outros acessórios.
O Pixel 6a usa o sistema em chip Google Tensor, com 6 GB de RAM e 128 GB de armazenamento interno UFS 3.1 não expansível.
O Pixel 6a possui uma bateria de 4410 mAh e é capaz de carregar rapidamente em até 18 W. Possui uma classificação de proteção contra água IP67.
O Pixel 6a possui uma tela OLED 1080p de 6,1 polegadas com suporte HDR. A tela tem uma proporção de 20:9 e um recorte circular na parte superior central para a câmera frontal.
O Pixel 6a inclui câmeras traseiras duplas. A lente grande angular de 27 mm f/1.7 possui o sensor Sony Exmor IMX363 de 12,2 megapixels, enquanto a lente ultra larga de 114 °F/2,2 possui um sensor de 12 megapixels; a câmera frontal usa um sensor de 8 megapixels. É capaz de gravar vídeo 4K a 30 ou 60 fps.

### Software
O Pixel 6a vem com o Android 12 no lançamento, coincidindo com o lançamento estável do Android 12 no Android Open Source Project. Espera-se que receba 3 anos de grandes atualizações de sistema operacional e 5 anos de atualizações de segurança. O dispositivo recebeu uma atualização com um bootloader para ativar o modding nas primeiras semanas após seu lançamento.

## Recepção
O Pixel 6a recebeu elogios esmagadores em seu lançamento, com elogios especiais à sua proposta de valor, sustentabilidade, design, câmeras e desempenho de "nível principal" por meio do sistema em chip Tensor proprietário do Google. Os revisores, no entanto, lamentaram a falta de um slot para cartão microSD e um fone de ouvido, bem como a tela com taxa de atualização padrão de 60 Hz, que eles consideraram não competitiva para sua classe. Alguns achavam que o Google não entregava a durabilidade da bateria conforme anunciado, dizendo que a bateria do dispositivo descarregava rapidamente em 24 horas de uso intenso e demorava para carregar. Da mesma forma, outros descobriram que o dispositivo funcionaria excepcionalmente quente entre cargas e uso moderado a pesado, durante o qual detectaram grande limitação térmica sob uma série de testes de estresse e ao jogar títulos com uso intensivo de CPU, como Genshin Impact.